# 蒙大拿州陸軍國民警衛隊
蒙大拿州陸軍國民警衛隊（英語：Montana Army National Guard）是蒙大拿州的陸軍國民兵，其歷史可以追朔到1867年的地方民兵。蒙大拿州陸軍國民警衛隊平時在發生自然災難或人為災害時接受州長召集採取行動，戰時可以聯邦化由聯邦政府指揮。

## 組織
- 第95部隊司令部
  - 第163騎兵團（英语：163rd Infantry Regiment (United States)）第1營
  - 第189航空團（英语：189th Aviation Regiment (United States)）第1營
- 第1899區域支援群[2]
  - 第190戰鬥保障支援營
  - 第495戰鬥保障支援營
- 第208團
- 第89民政支援組[3]